# لیکسنا
لیکسنا (به لاتین: Līksna) یک روستا در لتونی است که در شهرداری دوگوپیلس واقع شده‌است. لیکسنا ۲۴۸ نفر جمعیت دارد.